# Sybil Morrison
Pour les articles homonymes, voir Morrison.
Sybil Morrison (2 janvier 1893 - 26 avril 1984) est une pacifiste et une suffragiste britannique qui est active dans plusieurs autres causes radicales.

## Biographie
En tant que jeune et enthousiaste suffragiste, Morrison est convaincue par Emmeline Pankhurst qu'elle est trop jeune pour aller en prison. Pendant la Première Guerre mondiale, elle commence en 1916 à conduire des ambulances à Londres et attribue sa décision de devenir pacifiste à la vue d'un Zeppelin abattu au-dessus de la ville de Potters Bar. « Dans les rues de Londres, des gens ordinaires et honnêtes applaudissaient, applaudissaient et dansaient comme dans une pièce de théâtre ou un cirque... J'ai soudainement vu que la guerre avait encore un autre impact sur les êtres humains ; il les a privés de leur humanité. Je suis alors devenue pacifiste et rien ne s'est produit depuis pour modifier ma conviction que la guerre est un crime contre Dieu et l'humanité ».
Morrison devient en 1936 l'une des premières femmes membres de la Peace Pledge Union (PPU), une organisation pacifiste britannique et une section britannique de War Resisters International (WRI). Elle est organisatrice de campagne et présidente et écrit la première histoire du PPU. En 1940, elle passe un mois à la prison de Holloway après s'être prononcée contre la guerre au Speakers 'Corner de Londres. Morrison est une membre active de la Ligue internationale des femmes pour la paix et la liberté (WILPF), étant à un moment la présidente de sa branche britannique.
Sybil Morrison est secrétaire de la courte campagne pour la paix des femmes, mise en place par le PPU fin 1939. La campagne est vouée à l'échec après la reddition des Français en juin 1940, mais l'effondrement pourrait aussi avoir quelque chose à voir avec l'opposition de John Middleton Murry, rédacteur en chef de Peace News. Murry est décrit comme ayant une attitude "effrayante" envers les femmes et n'est pas du tout favorable à la campagne.
Morrison est la secrétaire organisatrice et présidente du groupe de six points (c.1948-1950). Le Groupe fait campagne en faveur d'une législation sur les agressions contre les enfants, sur le soutien aux veuves, sur la législation en faveur des mères célibataires et sur les questions d'égalité des droits et de rémunération. Dora Russell, seconde épouse de Bertrand Russell est aussi membre du groupe. Morrison est également active avec la Howard League for Penal Reform et le National Peace Council. Elle est vice-présidente du Fellowship Party, un petit parti politique britannique qui attire de nombreux militants pour la paix.
Elle est une amie proche des principaux militants de la paix Donald Soper et Fenner Brockway, et de l'actrice pacifiste Sybil Thorndike - elles se sont chacune appelé « l'autre Sybil ». C'est une lesbienne qui a été autrefois décrite comme « la gouine la plus célèbre de Londres ». Au cours des dernières années de sa vie, elle partage une maison avec Myrtle Solomon, qui est la secrétaire générale de la Peace Pledge Union et plus tard la présidente de l'IRG. Dans les années 1930, elle a une relation avec une autre suffragiste, Dorothy Evans, ce qui est considéré comme choquant à l'époque.
Parmi les autres personnes avec lesquelles Sybil travaille, on compte Vera Brittain, Alex Comfort, Laurence Housman, Hugh Brock et Kathleen Lonsdale et de nombreuses autres personnalités éminentes de la politique radicale pendant une grande partie du XXe siècle. Même vers la fin de sa vie, elle s'intéressa activement à la politique, se présentant au début d'une marche contre la guerre des Malouines.